# Temporada 1976-77 de los Portland Trail Blazers
La temporada 1976-77 fue la séptima de los Portland Trail Blazers en la NBA. La temporada regular acabó con 49 victorias y 33 derrotas, ocupando el tercer puesto de la conferencia Oeste, clasificándose para los playoffs, en los que acabaron proclamándose campeones, tras derrotar en las Finales a los Philadelphia 76ers. Fue su primer y hasta ahora último campeonato de la NBA.

## Elecciones en elDraft
| Ronda | Puesto | Jugador      | Posición  | Nacionalidad   | Universidad   |
| ----- | ------ | ------------ | --------- | -------------- | ------------- |
| 1     | 5      | Wally Walker | Alero     | Estados Unidos | Virginia      |
| 2     | 20     | Major Jones  | Ala-Pívot | Estados Unidos | Albany State* |
| 2     | 22     | Johnny Davis | Base      | Estados Unidos | Dayton        |

## Temporada regular
| División Pacífico        | División Pacífico | División Pacífico | División Pacífico | División Pacífico | División Pacífico | División Pacífico | División Pacífico | División Pacífico |
| Equipo                   | G                 | P                 | %                 | PD                | Casa              | Fuera             | Div               |                   |
| ------------------------ | ----------------- | ----------------- | ----------------- | ----------------- | ----------------- | ----------------- | ----------------- | ----------------- |
| y-Los Angeles Lakers     | 53                | 29                | .646              | –                 | 37–4              | 16–25             | 11–5              |                   |
| x-Portland Trail Blazers | 49                | 33                | .598              | 4                 | 35–6              | 14–27             | 10–6              |                   |
| x-Golden State Warriors  | 46                | 36                | .561              | 7                 | 29–12             | 17–24             | 8–8               |                   |
| Seattle SuperSonics      | 40                | 42                | .488              | 13                | 27–14             | 13–28             | 6–10              |                   |
| Phoenix Suns             | 34                | 48                | .415              | 19                | 26–15             | 8–33              | 5–11              |                   |

## Playoffs

### Primera ronda
Portland Trail Blazers vs. Chicago Bulls 
| Fecha       | Partido                                       | Ciudad   |
| ----------- | --------------------------------------------- | -------- |
| 12 de abril | Portland Trail Blazers 96, Chicago Bulls 83   | Portland |
| 15 de abril | Chicago Bulls 107, Portland Trail Blazers 104 | Chicago  |
| 17 de abril | Portland Trail Blazers 106, Chicago Bulls 98  | Portland |
|             | Portland Trail Blazers gana las series 2-1    |          |

### Semifinales de Conferencia
Denver Nuggets vs. Portland Trail Blazers 
| Fecha       | Partido                                        | Ciudad   |
| ----------- | ---------------------------------------------- | -------- |
| 20 de abril | Denver Nuggets 100, Portland Trail Blazers 101 | Denver   |
| 22 de abril | Denver Nuggets 121, Portland Trail Blazers 110 | Denver   |
| 24 de abril | Portland Trail Blazers 110, Denver Nuggets 106 | Portland |
| 26 de abril | Portland Trail Blazers 105, Denver Nuggets 96  | Portland |
| 1 de mayo   | Denver Nuggets 114, Portland Trail Blazers 105 | Denver   |
| 2 de mayo   | Portland Trail Blazers 108, Denver Nuggets 92  | Portland |
|             | Portland Trail Blazers gana las series 4-2     |          |

### Finales de Conferencia
Los Angeles Lakers vs. Portland Trail Blazers 
| Fecha      | Partido                                            | Ciudad      |
| ---------- | -------------------------------------------------- | ----------- |
| 6 de mayo  | Los Angeles Lakers 109, Portland Trail Blazers 121 | Los Ángeles |
| 8 de mayo  | Los Angeles Lakers 97, Portland Trail Blazers 99   | Los Ángeles |
| 10 de mayo | Portland Trail Blazers 102, Los Angeles Lakers 97  | Portland    |
| 13 de mayo | Portland Trail Blazers 113, Los Angeles Lakers 101 | Portland    |
|            | Portland Trail Blazers gana las series 4-0         |             |

### Finales de la NBA
Philadelphia 76ers vs. Portland Trail Blazers
| Fecha      | Partido                                            | Ciudad     |
| ---------- | -------------------------------------------------- | ---------- |
| 22 de mayo | Philadelphia 76ers 107, Portland Trail Blazers 101 | Filadelfia |
| 26 de mayo | Philadelphia 76ers 107, Portland Trail Blazers 89  | Filadelfia |
| 29 de mayo | Portland Trail Blazers 129, Philadelphia 76ers 107 | Portland   |
| 31 de mayo | Portland Trail Blazers 130, Philadelphia 76ers 98  | Portland   |
| 3 de junio | Philadelphia 76ers 104, Portland Trail Blazers 110 | Filadelfia |
| 5 de junio | Portland Trail Blazers 109, Philadelphia 76ers 107 | Portland   |
|            | Portland gana las finales 4-2                      |            |

## Estadísticas
| Rk | Jugador        | Edad | P  | PT | MP   | TC  | TCI  | %TC  | TL  | TLI | %TL  | RO  | RD   | RT   | AS  | RB  | TAP | BP | FP  | PTS  |
| -- | -------------- | ---- | -- | -- | ---- | --- | ---- | ---- | --- | --- | ---- | --- | ---- | ---- | --- | --- | --- | -- | --- | ---- |
| 1  | Maurice Lucas  | 24   | 79 |    | 36.2 | 8.0 | 17.2 | .466 | 4.2 | 5.5 | .765 | 3.4 | 7.9  | 11.4 | 2.9 | 1.1 | 0.7 |    | 3.7 | 20.2 |
| 2  | Bill Walton    | 24   | 65 |    | 34.8 | 7.6 | 14.3 | .528 | 3.5 | 5.0 | .697 | 3.2 | 11.1 | 14.4 | 3.8 | 1.0 | 3.2 |    | 2.7 | 18.6 |
| 3  | Lionel Hollins | 23   | 76 |    | 29.3 | 5.9 | 13.8 | .432 | 2.8 | 3.8 | .749 | 0.7 | 2.1  | 2.8  | 4.1 | 2.2 | 0.5 |    | 3.5 | 14.7 |
| 4  | Bob Gross      | 23   | 82 |    | 27.2 | 4.6 | 8.7  | .529 | 2.2 | 2.6 | .851 | 2.1 | 2.7  | 4.8  | 3.0 | 1.3 | 0.7 |    | 3.1 | 11.4 |
| 5  | Dave Twardzik  | 26   | 74 |    | 26.2 | 3.6 | 5.8  | .612 | 3.2 | 3.8 | .842 | 1.0 | 1.7  | 2.7  | 3.3 | 1.7 | 0.2 |    | 3.1 | 10.3 |
| 6  | Herm Gilliam   | 30   | 80 |    | 20.8 | 4.1 | 9.3  | .438 | 1.2 | 1.5 | .767 | 0.8 | 1.7  | 2.5  | 2.1 | 1.0 | 0.1 |    | 2.1 | 9.3  |
| 7  | Larry Steele   | 27   | 81 |    | 20.7 | 4.0 | 8.0  | .500 | 2.3 | 2.8 | .806 | 0.9 | 1.4  | 2.3  | 2.1 | 1.5 | 0.2 |    | 2.7 | 10.3 |
| 8  | Johnny Davis   | 21   | 79 |    | 18.4 | 3.0 | 6.7  | .441 | 2.1 | 2.6 | .794 | 0.8 | 0.8  | 1.6  | 1.9 | 0.5 | 0.1 |    | 1.6 | 8.0  |
| 9  | Robin Jones    | 22   | 63 |    | 16.9 | 2.2 | 4.7  | .465 | 1.0 | 1.7 | .606 | 1.6 | 3.1  | 4.7  | 1.3 | 0.6 | 0.6 |    | 2.0 | 5.5  |
| 10 | Lloyd Neal     | 26   | 58 |    | 16.5 | 2.8 | 5.9  | .471 | 1.3 | 2.0 | .675 | 1.5 | 2.9  | 4.4  | 1.0 | 0.1 | 0.6 |    | 2.6 | 6.8  |
| 11 | Corky Calhoun  | 26   | 70 |    | 10.6 | 1.2 | 2.6  | .464 | 0.9 | 1.2 | .776 | 0.6 | 1.5  | 2.1  | 0.5 | 0.3 | 0.1 |    | 1.8 | 3.4  |
| 12 | Wally Walker   | 22   | 66 |    | 9.5  | 2.1 | 4.6  | .449 | 1.0 | 1.5 | .670 | 0.7 | 1.0  | 1.6  | 0.8 | 0.2 | 0.0 |    | 1.4 | 5.2  |
| 13 | Clyde Mayes    | 23   | 5  |    | 4.8  | 0.4 | 1.8  | .222 | 0.0 | 0.0 |      | 1.2 | 0.0  | 1.2  | 0.0 | 0.0 | 0.4 |    | 1.0 | 0.8  |

## Galardones y récords
| Jugador       | Galardón                                                                                              |
| Bill Walton   | 2.º Mejor quinteto de la NBA Mejor quinteto defensivo de la NBA MVP de las Finales de la NBA All-Star |
| Maurice Lucas | All-Star                                                                                              |